# Moulton (Suffolk)
Pour les articles homonymes, voir Moulton.
Moulton est un village et une paroisse civile du Suffolk, en Angleterre.